# Abdera (Tracia)
Abdera (in greco antico: Ἄβδηρα?, Ábdera) fu una polis dell'Antica Grecia situata sulla costa della Tracia nei pressi della foce del fiume Nestos, quasi di fronte all'isola di Taso.
Secondo la tradizione, la città fu fondata da Eracle e deriverebbe il nome da Abdero, un suo compagno, divorato dalle giumente antropofaghe di Diomede. Abdera fu fondata intorno al 655 a.C. da coloni greci di Clazomene (greco: Klazomenai) in Asia Minore, guidati da Timesio, secondo quanto narra Erodoto. Dopo una prima distruzione ad opera di popolazioni tracie, venne rifondata verso la metà del VI secolo a.C. da coloni provenienti da Teo, tra i quali si trovava il poeta Anacreonte, sfuggiti all'invasione persiana. Durante le Guerre Persiane venne utilizzata come acquartieramento dall'imponente esercito di Serse I. La città fece parte della Lega di Delo nel V secolo a.C.
La sua importanza sembra diminuire dopo la metà del IV secolo a.C., a causa di una serie di rovesci militari. Nel 376 a.C. venne invasa e distrutta dalla tribù tracia dei Triballi, a causa dei quali perirono tutti gli abitanti che parteciparono alla sua difesa.
Poco dopo, verso l'anno 350 a.C., Filippo II di Macedonia ne occupò il porto. Nel III secolo a.C. continua la cattiva sorte di Abdera, con la conquista da parte di Lisimaco di Tracia, dei seleucidi, dei tolomei e, di nuovo, dei macedoni. La città venne saccheggiata dalle legioni romane nell'anno 170 a.C. e nel 148 a.C. venne dichiarata città libera.
Ad Atene era proverbiale dire che l'aria di Abdera causava stupidità, nonostante che tra i suoi cittadini si potessero annoverare persone rinomate come Protagora e Democrito.
Nell'IX secolo Abdera venne ribattezzata Polystylon (Πολύστυλον / Polístilon) prima di cadere sotto il dominio dagli ottomani.
Gli scavi archeologici, iniziati negli anni sessanta, hanno portato alla luce una interessante necropoli, la cinta muraria e numerose suppellettili. Le rovine della città sono in parte ancora conservate.

## Storia

### Le colonie di Clazomene e Teo

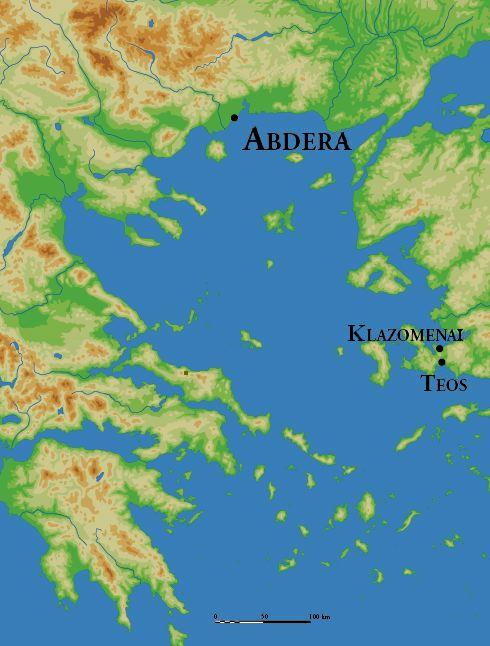
Carta con l'indicazione di Abdera, Clazomene e Teo (Asia Minore)

La città venne fondata a capo Bulustra da coloni della città ionica di Clazomene nel 656–652 a.C. sotto la guida di Timesio. Questa prima città fortificata, bersaglio dell'ostilità dei vicini traci, entra rapidamente in declino; viene dunque rifondata dai coloni di Teo (città nei pressi di Clazomene), che cercavano di sfuggire all'invasione persiana, nel 545 a.C.
Il nome della città è legato al mito di Abdero, compagno di Eracle sbranato e divorato dalle cavalle carnivore del re dei traci bistoni, Diomede.
La posizione strategica sul litorale tracio, i due porti e la sua ricca regione gli garantirono una rapida prosperità. Le sue monete d'argento, octodracma e tetradracma coniate con il simbolo del grifone, erano di grande pregio, e sono state rinvenute in Egitto, in Siria e in Mesopotamia, fatto questo che attesta la vitalità degli scambi commerciali della città.
Durante le guerre persiane servì come base navale a Mardonio nella sua campagna contro le città greche nel nord del Mar Egeo e le tribù tracie nel 491 a.C. Con l'invasione persiana del 480 a.C., il re Serse I e il suo esercito si ritrovarono di nuovo ad Abdera, l'anno seguente durante la ritirata verso l'Asia.

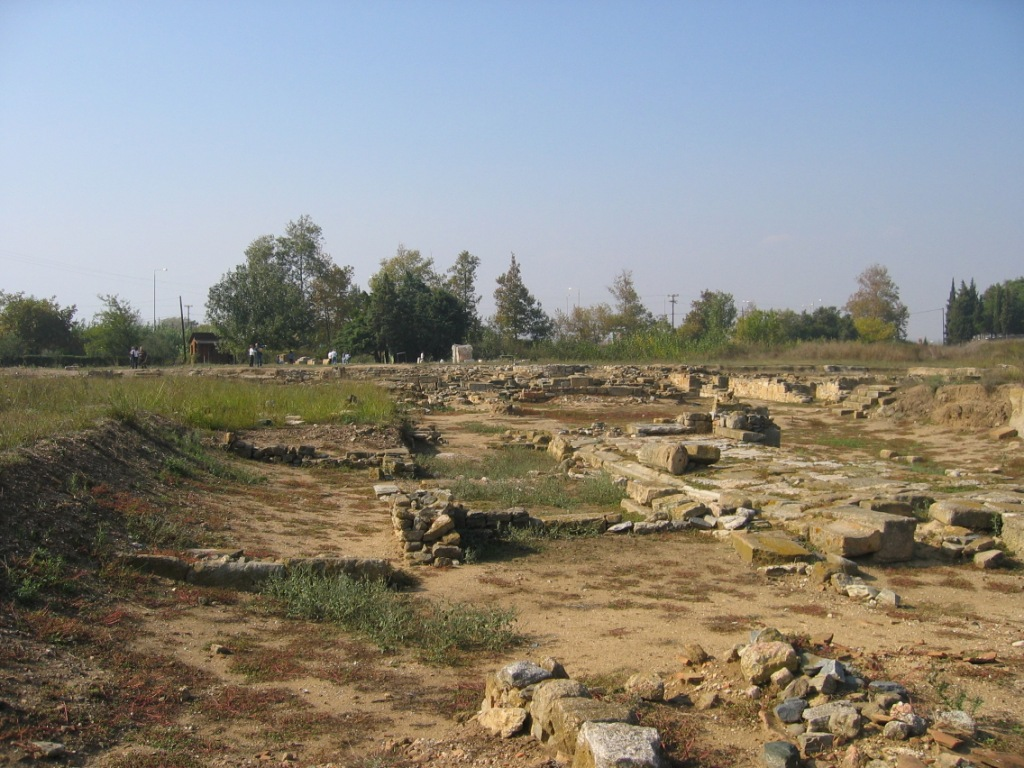
Resti dell'antica città.

Abdera fu incorporata nella prima confederazione di Delo, pagando un tributo particolarmente elevato (da 10 a 15 talenti a partire dal 454 a.C.). Mantenne allo stesso tempo strette relazioni con il vicino regno tracio degli odrisi.
Nel 376 a.C., viene invasa da circa 30.000 triballi i quali massacrarono parte dei suoi cittadini, prima di essere soccorsa dal generale ateniese Cabria. L'anno successivo entra nella seconda lega di Delo, rimanendo nella sfera di influenza ateniese fino al 350 a.C.

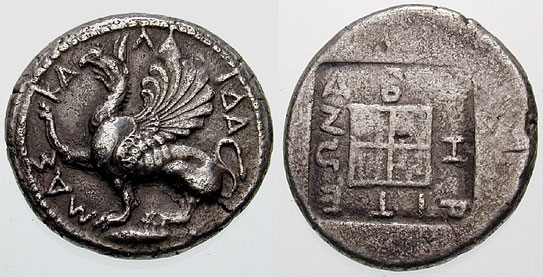
Moneta di Abdera, coniata a metà V secolo a.C.

Abdera possedeva le stesse istituzioni di una città democratica: il demo e la Boulé ostentano il potere, esercitato dai principali magistrati chiamati Timouchoi (greco antico Τιμούχοι) in seguito Nomophylakes (greco antico Νομοφύλακες) nel II secolo a.C. Le risorse finanziarie della città erano controllate dagli arconti. La città conservava gelosamente archivi amministrativi e legislativi depositati nel santuario di Dioniso.
Oltre a Dioniso, le principali divinità erano Demetra, Apollo, Atena Epipirgitis e Afrodite.
Abdera era celebre per i suoi intellettuali, soprattutto filosofi quali Protagora, Leucippo, Democrito e Anassarco.
In questo periodo la popolazione della città si aggirava tra i 30 000 e i 100 000 abitanti.

### La città macedone e romana

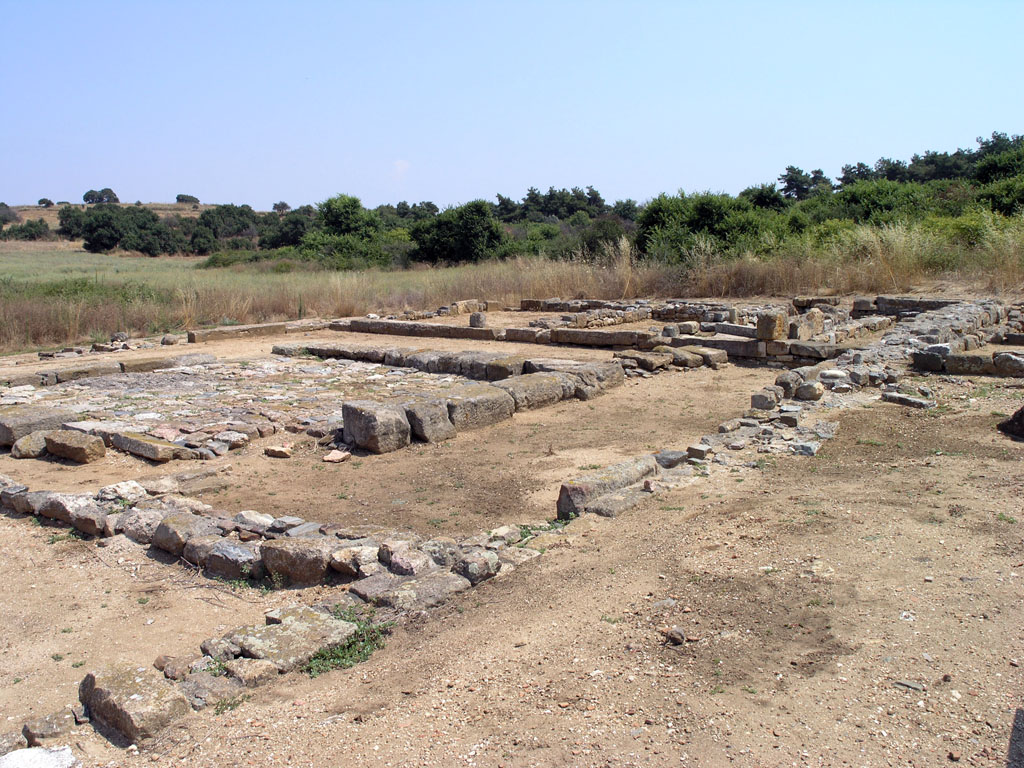
Residenza nobiliare di epoca ellenistica e romana, con cortile centrale pavimentato

Abdera viene conquistata da Filippo II di Macedonia e incorporata ad altre città della costa tracia, Maronia e Ainos, verso il 350 a.C. in una strategia direttamente amministrata da un generale macedone.
Dopo la morte di Alessandro Magno, la città passò sotto il dominio di diversi regni ellenistici: antigonidi, seleucidi e tolomei.
Nel 170 a.C., viene assediata e saccheggiata dagli eserciti romani e da Eumene II di Pergamo. La vittoria di Roma sulla Macedonia nel 168 a.C. consente l'egemonia romana sulle città della Tracia: la strategia macedone di Tracia venne dunque sciolta e le città rese libere.
Il periodo di prosperità ebbe termine: situata nell'asse di comunicazione est–ovest (Via Egnazia), ebbe a soffrire, d'altra parte, la formazione di pantani a causa della crescita incessante del fiume Nestos. Allo stesso tempo, la baia, intorno alla quale si sviluppò inizialmente la città, venne ad insabbiarsi, e verso la metà del IV secolo, gli abitanti di Abdera dovettero spostare il porto verso sud e ricostruire una cinta muraria intorno alle nuove darsene portuarie. Questa seconda città è quella che è stata meglio portata alla luce. L'unico edificio pubblico importante conosciuto, oltre alla cinta muraria, è il teatro, molto mal conservato.

### Da Abdera a Polystylon

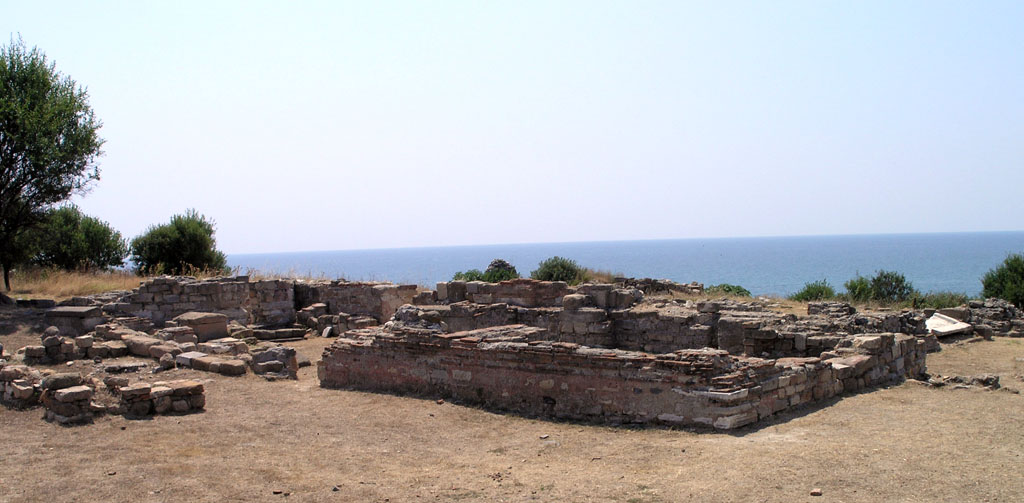
Principale basilica cristiana dell'acropoli di Abdera/Polystylon.

Sotto il regno dell'imperatore Costantino I (307–337), la città, già molto indebolita, subì un cataclisma che la distrusse totalmente, per cui durante i cinque secoli successivi non se ne fa più menzione nelle fonti.
Riapparve sotto il nome di «Polystylon» in una rubrica episcopale dell'879: un tale Demetrio la rappresentava nel concilio ecumenico di Costantinopoli in questo stesso anno. La rinascita della città dovette realizzarsi con il movimento di riurbanizzazione che caratterizzò la dinastia macedone. Il nome, che significa letteralmente «più colonne», si riferisce evidentemente alle vestigia dell'antica città (questo toponimo è frequente in Grecia). Secondo la lista conciliare, il vescovo di Polystylon era suffraganeo del metropolita di Filippi, prima di essere annessa alla più vicina Maronia nel 1365–1370.
La città viene menzionata varie volte come «forte» o «città costiera» nelle fonti bizantine del XIV secolo, in relazione con le lotte intestine dell'Impero bizantino. Giovanni VI Cantacuzeno la visitò nel 1342. Passò per un breve periodo alla dominazione bulgara prima di cadere nell'oblio dopo la conquista ottomana della regione.
Polystylon non occupa altro che l'acropoli dell'antica città di Abdera, secondo il fenomeno, tipico di quasi tutte le città della regione della Tarda antichità, che portava alla riduzione del perimetro urbano onde poter assicurare una buona difesa. Gli scavi hanno portato alla luce la chiesa episcopale (una basilica con transetto del IX secolo, restaurata nel XII secolo, una piccola chiesa con cupola, una basilica cimiteriale e alcuni bagni risalenti al IV e al V secolo.

## Sito archeologico
L'identificazione del sito archeologico di capo Bulustra con la città antica di Abdera risale allo studioso austriaco Regel, nel 1887. Il gruppo archeologico greco intraprese gli scavi della città greca a cominciare dal 1950 (D. Lazaridis), mentre gli scavi dell'acropoli bizantina ebbero luogo tra il 1982 e il 1996.